# Crisoína
La crisoína, catalogada según los códigos alimentarios de la Unión Europea como E-103 es un colorante de tonalidades amarillas, de síntesis artificial prohibido desde 1978 en todos los países de la Unión Europea. Hasta su prohibición era utilizado en repostería y heladería. Es potecialmente peligroso para los niños.[cita requerida]